# خيطبية آكلة السلفونات
خيطبية آكلة السلفونات (الاسم العلمي: Hyphomicrobium sulfonivorans) هي نوع من البكتيريا يتبع جنس الخيطبية من فصيلة الخيطبيات.